# باتری سدیم-یون

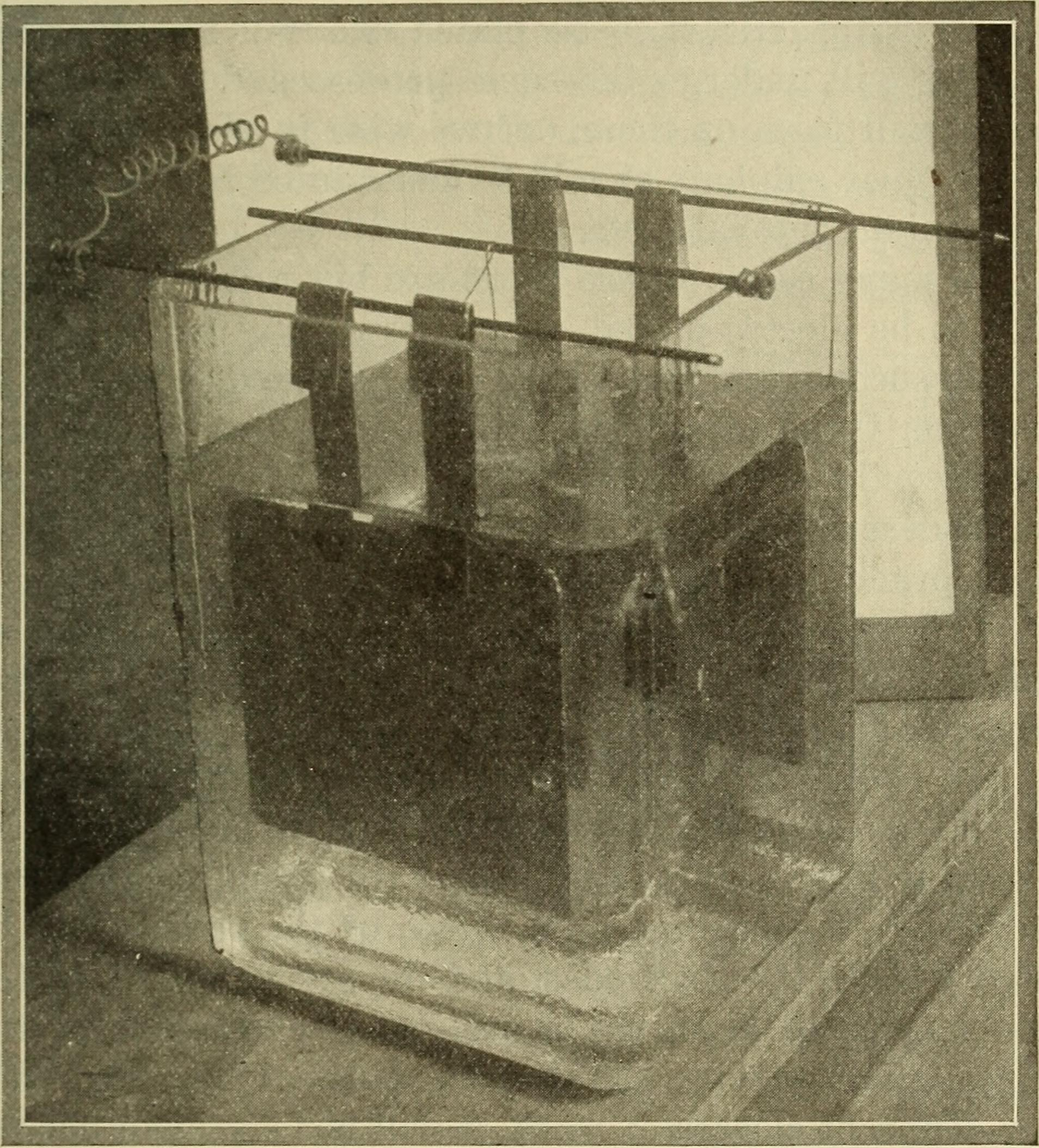
تصویری از باتری سدیم-یون خالص

باتری‌های سدیم-یون یا باتری‌های نمک سدیم (به انگلیسی: Sodium-ion battery) گونه‌ای از باتری‌های قابل شارژ هستند که در آن یون‌های سدیم عامل اصلی ایجاد جریان در مدار هستند. این باتری‌ها هنوز در حال گسترش و بهینه سازی هستند ولی توانایی‌هایی مشابه با باتری‌های لیتیم-یون داشته و می‌توانند در دمای اتاق (حدود ۲۵˚C) کار کنند.